# 바버라 코크런
바버라 앤 코크런(영어: Barbara Ann Cochran, 1951년 1월 4일~)은 미국의 알파인 스키 선수이다. 1972년 동계 올림픽에서 여자 회전 금메달을 획득했다.